# Bernhard Friedrich von Hülsen
Bernhard Friedrich von Hülsen auch Behrend Friedrich von Hülsen (* 13. Mai 1700; † 1763) war ein preußischer Oberst und Chef des Königsberger Land-Regiments.

## Leben
Hülsen war Angehöriger des seit dem 16. Jahrhundert in Preußen begüterten Adelsgeschlechts von Hülsen. Seine Eltern waren der preußische Leutnant und Erbherr auf Plehnen und Schönbaum Otto Heinrich von Hülsen (1704 †) und Anna Dorothea von Königsegg.
Er vermählte sich 1736 in erstere Ehe mit Magdalene Katharine von Bonin (1718–1737). Er soll sich weiterhin 1742 mit Elisabeth von Diebes, die ihm als Erbtochter das Gut in Groß Arnsdorf zutrug, verehelicht haben. Eine weitere Ehe ging er mit Esther Wilhelmine von Eppingen (1720–1776), einzige Tochter des Hofgerichtsrats Ernst Ludwig von Eppingen (1688–1765) und Adelgunde Catharina von Goetzen, ein. Ihr fielen 1765 die väterlichen Güter Wesselshöfen, Düsterwalde und Kelmkeim im Amt Balga zu. Die drei Söhne Christoph Ludwig, Ernst Friedrich und Georg Friedrich (1744–1820) wurden seit 1753 von Immanuel Kant als Hauslehrer auf dem väterlichen Erbgut unterrichtet. Der zuletzt genannte wurde 1800 mit seinen weiteren Brüdern Bernhard Wilhelm auf Wesselshöfen und Ernst Ludwig in den erblichen preußischen Grafenstand gehoben, da sie zu den ersten preußischen Edelleuten gehörten, welche auf ihren Gütern die Leibeigenschaft abschafften. Dies kann auf den Einfluss Kants rückinterpretiert werden. Zwischen der Familie Hülsen und Kant erwuchs eine langjährige enge Bindung, welche sich auch in zahlreichen Briefen dokumentiert.
1742 soll Hülsen bereits Major gewesen sein, dergleichen 1753 beim Dienstantritt Kants. Spätestens 1755 avancierte er jedoch zum Oberst und übernahm als solcher 1756 das Königsberger Land-Regiment (Nr. 2) und ist 1763 verstorben.